# Chrysler Airflow
El Chrysler Airflow es un coche de gran tamaño fabricado por Chrysler entre 1934 y 1937. Fue uno de los primeros diseños de este tipo producidos en Estados Unidos, en el que se utilizaba una carrocería aerodinámica para reducir la resistencia del aire. Chrysler realizó un esfuerzo considerable con el cambio fundamental que supuso el lanzamiento del Airflow, pero finalmente fue un fracaso comercial.
También lanzó un modelo gemelo bajo la marca DeSoto, el DeSoto Airflow.

## Génesis del proyecto Airflow

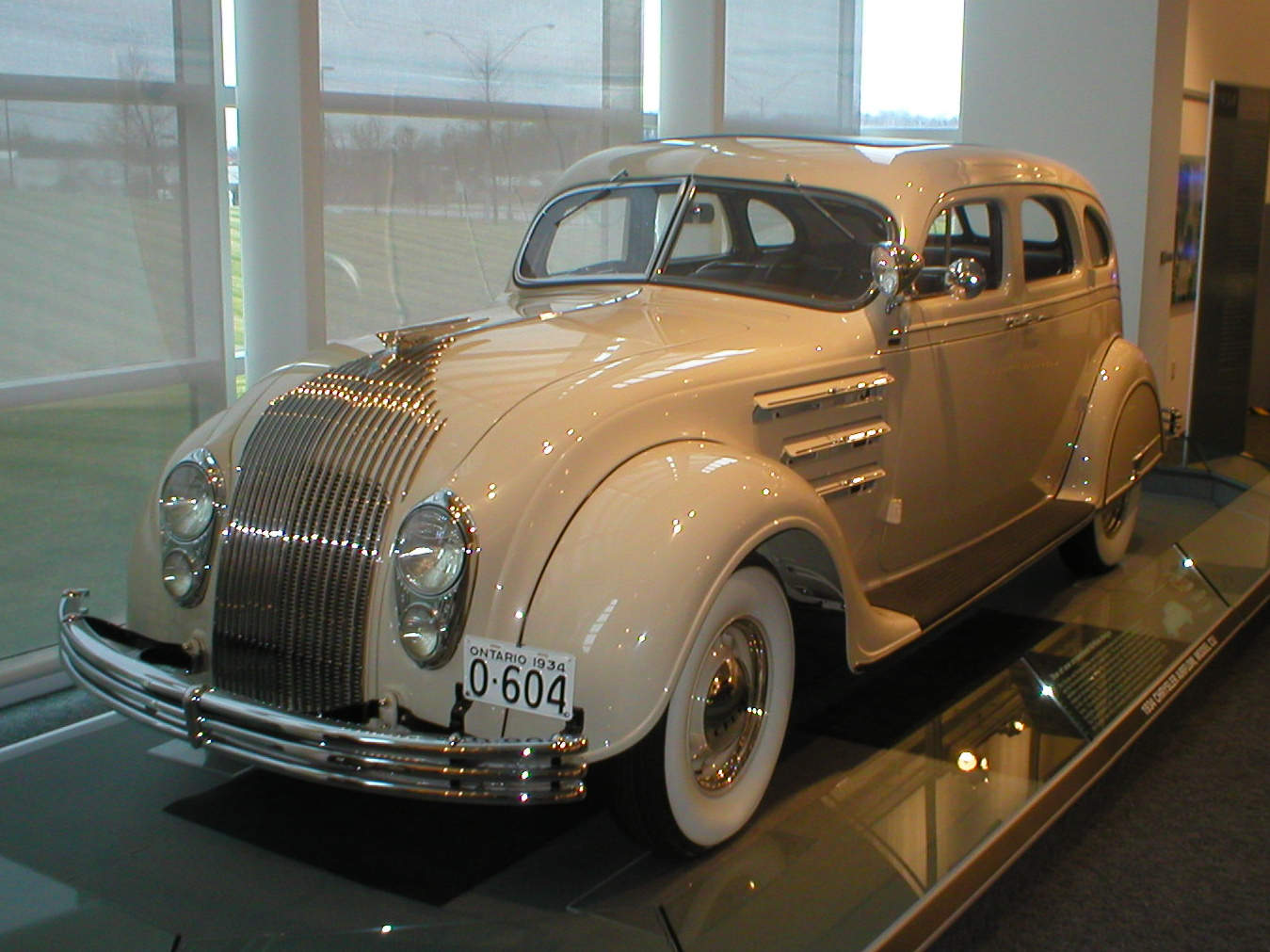
Chrysler Airflow de 1934

La base del Chrysler Airflow tuvo su origen en la curiosidad del ingeniero de Chrysler Carl Breer acerca de cómo la forma de un objeto afecta a su movimiento a través de un medio determinado. Según Chrysler, la investigación de Breer fue inspirada por el vuelo de una bandada de gansos con su clásica configuración en "V". Otras fuentes citan a Breer observando los aviones militares en sus maniobras en prácticas, o también contemplando dirigibles y cómo sus formas contribuían a facilitar su movimiento a través de la atmósfera.

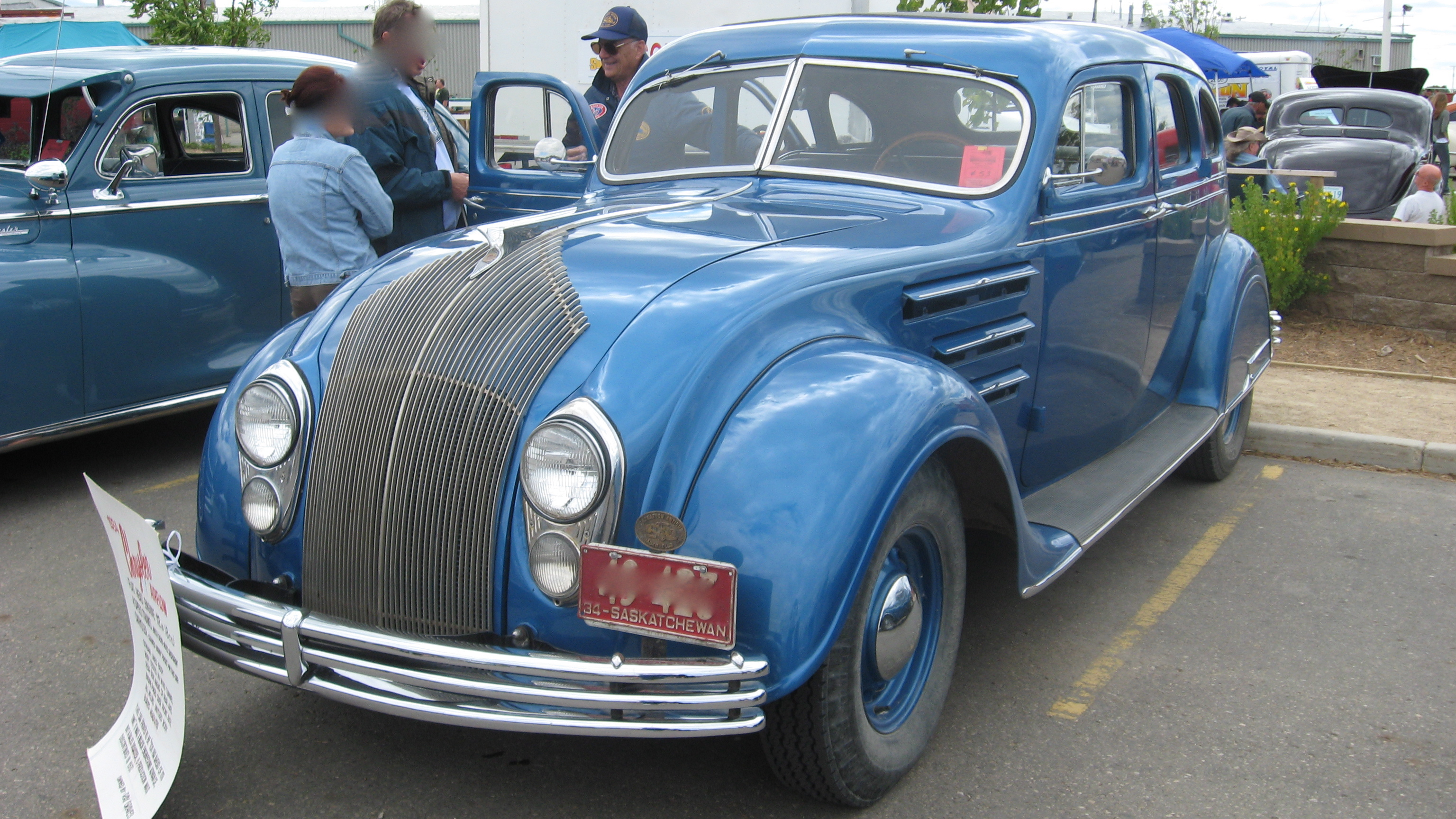
Vista del frontal de un Airflow del 34 restaurado.

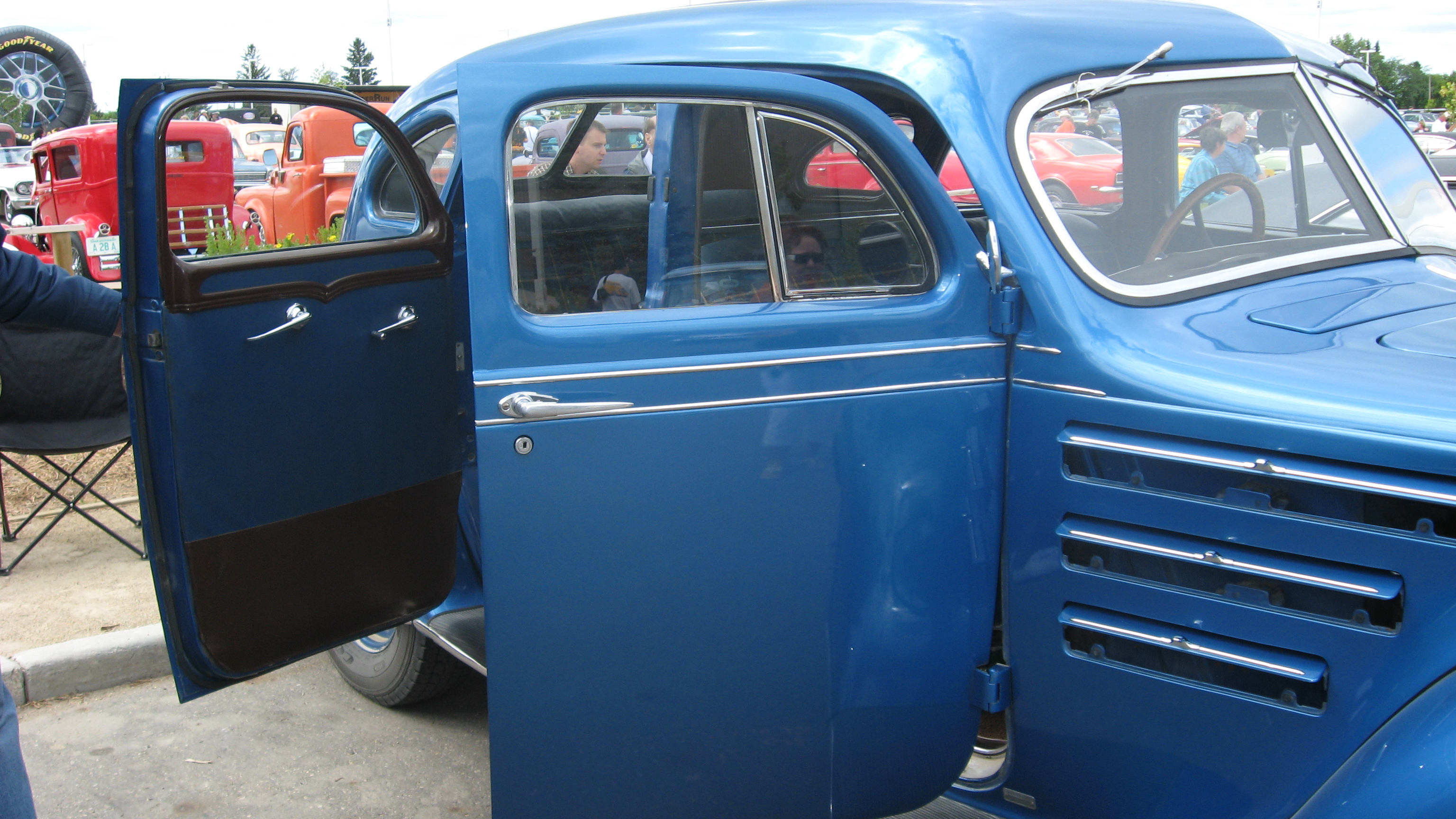
Vista lateral de un Airflow de 1934, con las puertas abiertas. Nótense las denominadas puertas de suicidio traseras.

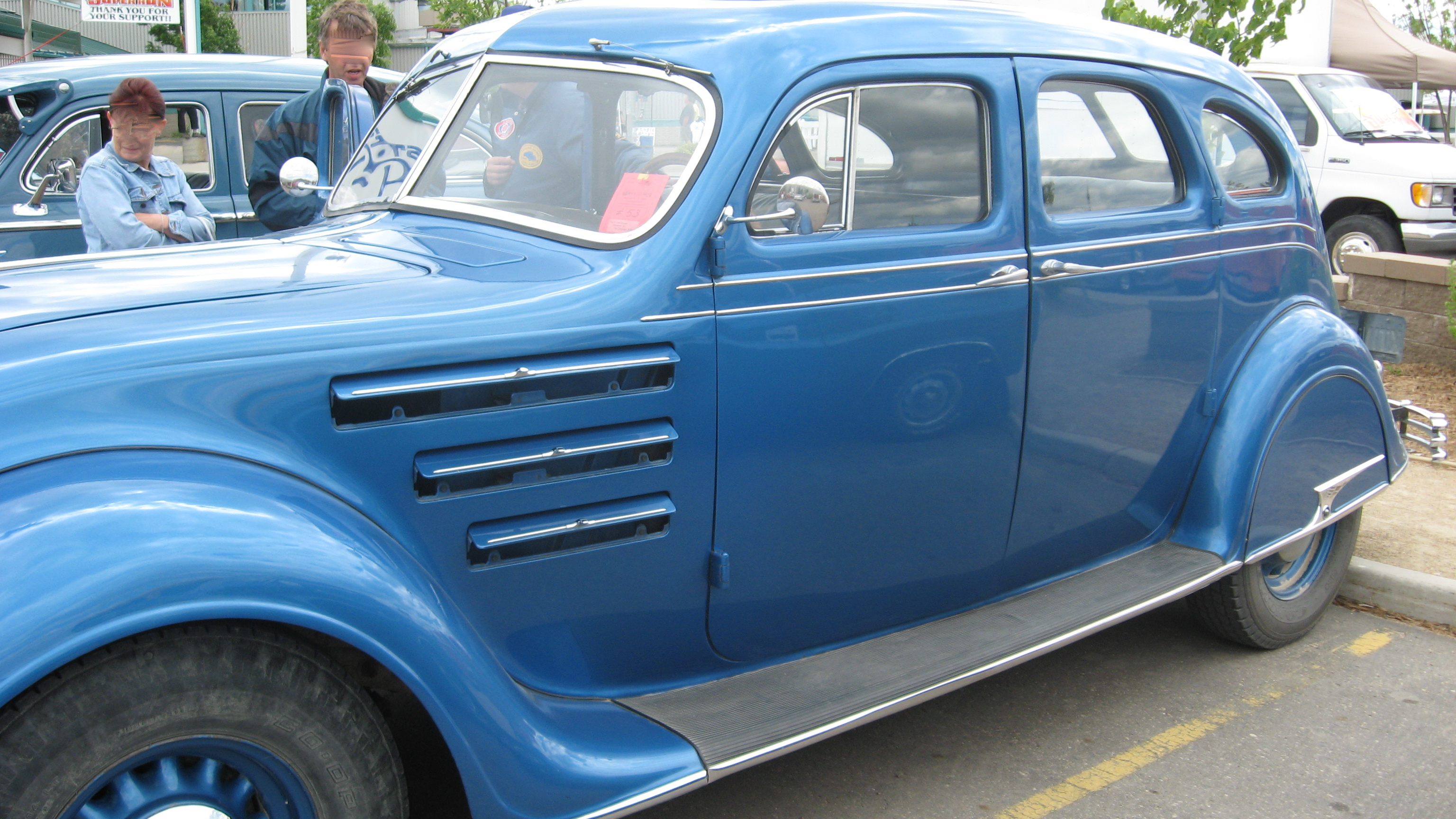
Vista lateral de un Airflow del 34 mostrando el capó con sus aperturas de ventilación laterales.

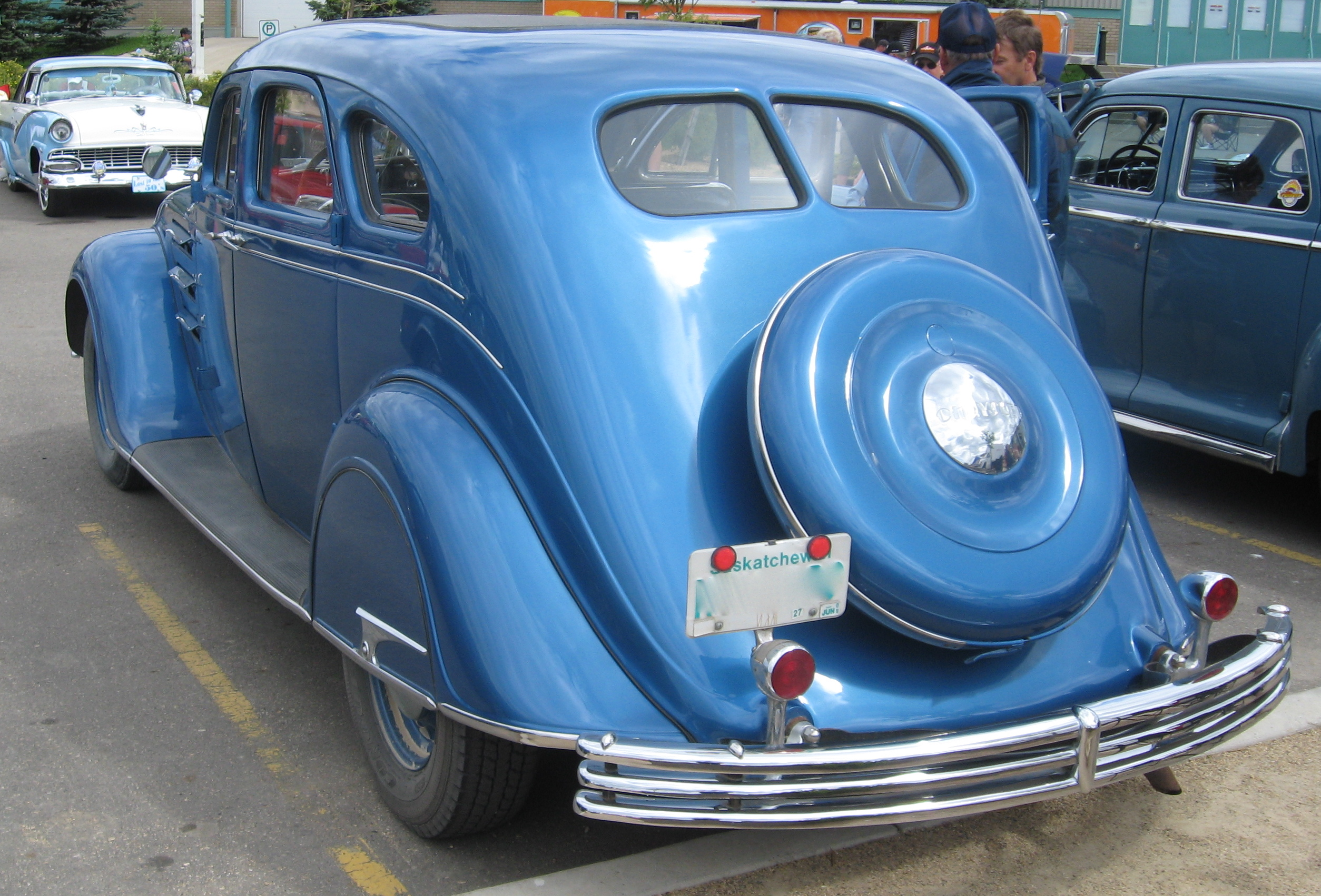
Vista trasera de un Airflow de 1934. Nótese el compartimiento exterior del neumático de repuesto.

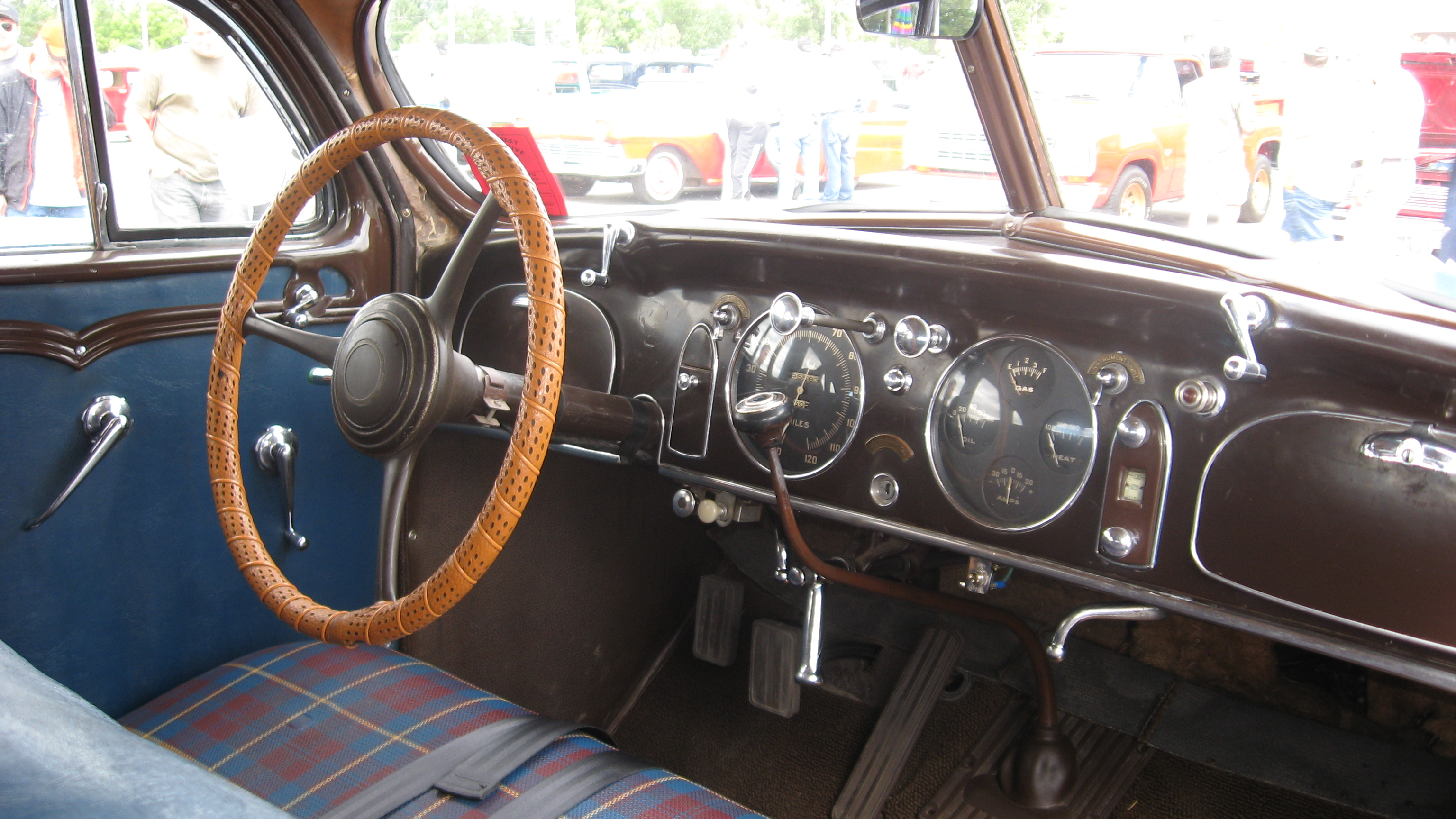
Interior de un Airflow del 34.

Breer, junto con sus amigos en Chrysler, los ingenieros Fred Zeder y Owen Skelton, comenzó una serie de pruebas en un túnel de viento con la cooperación de Orville Wright, para estudiar cuáles eran las formas más eficaces creadas por la naturaleza que podían convenir a un automóvil. Chrysler construyó un túnel de viento en Highland Park, y probó al menos 50 modelos a escala en abril de 1930. Sus ingenieros descubrieron que la forma de dos cuerpos habitual en los coches de la época era aerodinámicamente ineficiente, y que de hecho era más eficaz girándola hacia atrás. Aplicando lo que habían aprendido acerca de las formas en el túnel de viento, los ingenieros también empezaron a buscar la manera de optimizar la construcción de los coches, incluyendo el uso de carrocerías monocasco tanto para reforzar su estrutura aligerando el vehículo (mejorando de paso la relación entre el peso y la potencia), como para reducir su coeficiente aerodinámico. El diseño aerodinámico permitía el flujo del aire alrededor de la carrocería, en vez de ser atrapado por las formas opuestas al paso del aire de elementos como las rejillas del radiador, los faros y los parabrisas, como sucedía en los vehículos convencionales.
Los automóviles tradicionales de la época eran los típicos diseños de dos cajas, con aproximadamente el 65% del peso sobre las ruedas traseras. Cuando iban cargados con los pasajeros, la distribución de peso tendía a desequilibrarse más, aumentando a un 75% o incluso más sobre las ruedas traseras, lo que se traducía en unas características de conducción inseguras en carreteras con baja adherencia. Los muelles de las suspensiones traseras de estos vehículos tradicionales eran, por tanto, necesariamente más rígidos, quedando los pasajeros sometidos a un comportamiento de marcha menos confortable.
El innovador sistema de suspensión en el nuevo Chrysler Airflow también contribuyó a mejorar su comportamiento dinámico. El motor se desplazó hacia adelante (situándolo sobre las ruedas delanteras), al igual que los pasajeros, quedando todos los asientos entre los dos ejes, en vez de sobre el eje trasero. La nueva distribución de pesos era de aproximadamente del 54% adelante, que se acercaba al 50-50 con pasajeros. Este hecho redundaba en el uso adelante y atrás de muelles de suspensión de igual rigidez, mejorando el confort y la seguridad de la marcha.

## Estreno del Airflow
Con anterioridad al lanzamiento del Airflow, Chrysler realizó un truco publicitario preparando un vehículo al que invirtieron los ejes y la caja de cambios, que fue conducido "marcha atrás" por todo Detroit. El truco causó una impresión cercana al pánico, pero el departamento de publicidad pensaba que así se daba a entender que Chrysler estaba preparando algo grande. El automóvil que se iba a presentar iba a ser distinto que cualquier coche producido en los Estados Unidos hasta la fecha.
El Airflow, fuertemente influido por el movimiento streamline moderne, era de líneas suaves y baja altura comparado con otros coches que circulaban por las carreteras estadounidenses. La rejilla delantera se integraba en el perfil del vehículo, formando una especie de "cascada" donde otras marcas utilizaban radiadores con perfiles llenos de aristas. Los faros estaban semi integrados junto a la rejilla. Las defensas frontales envolvían la banda de rodadura de los neumáticos. En la parte trasera, los Airflow llevaban las ruedas carenadas.
En vez de adoptar un parabrisas plano de una sola hoja, se dispuso uno dividido en dos piezas con forma de cuña (con una juntura vertical central). Los pasajeros estaban alojados en un cuerpo de acero (cuando la mayoría de fabricantes como General Motors, Ford o incluso la propia Chrysler continuaron utilizando la madera en la estructura de sus compartimientos de viajeros) que descansaba entre las ruedas en vez de sobre ellas. El asiento delantero era más ancho que en otros coches y el asiento trasero era más profundo. En general, el coche tenía un mejor reparto de pesos, y su rigidez estructural era muy superior a la de otros modelos de la época.
El Airflow se presentó meses antes (en enero de 1934) de entrar en producción, con un máximo de 6212 unidades fabricadas en mayo de 1934 — muy avanzado el año y apenas suficiente para enviar  un solo Chrysler Airflow a cada concesionario. La fábrica no había evaluado adecuadamente los retos de fabricación y los sobrecostes derivados del inusual nuevo diseño del Airflow, que requirió un número y una variedad de técnicas de soldadura sin precedentes. Los primeros Airflow que llegaron a los puntos de venta adolecieron de problemas significativos, mayoritariamente resultado de fallos de fabricación. Según Fred Breer, hijo del Ingeniero de Chrysler Carl Breer, los primeros 2000 o 3000 Airflow salidos de fábrica tenían defectos importantes, incluyendo que los motores podían soltarse de sus anclajes a poco más de 80 mph (130 km/h).

### 1934

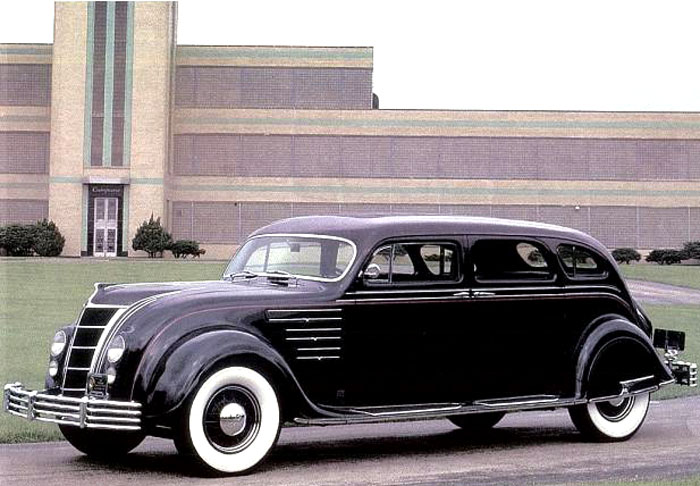
Chrysler Imperial CL (1934)

Hacia 1934, tanto Chrysler y su joven filial DeSoto, se habían preparado para ofrecer el Airflow. DeSoto fue asignado para ofrecer excluxivamente los Airflow; mientras que Chrysler, aun así, dividió sus apuestas y continuó ofreciendo una variante de seis cilindros de su modelo de 1933 más popular. El Airflow utilizaba un motor SV I8, montado en los modelos cupé de dos puertas y en las variantes del sedán de cuatro puertas. Se estima que actualmente tan solo se conservan tres ejemplares del Imperial Airflow de 1934, el modelo más exclusivo de la gama.
Chrysler de Canadá produjo un Airflow Six, modelo CY, que era básicamente un DeSoto Airflow con la rejilla, los parachoques, tablero de instrumentos y los emblemas de un Chrysler. Un total de 445 fueron construidos. El Airflow Six cesó su producción a finales de 1934. El mismo estilo de carrocería también fue utilizado para camiones comerciales como el Dodge Airflow.
La línea de Airflows con motores de ocho-cilindros incluía los modelos CU Airflow Eight, con batalla de (123,5 pulgadas) (3140 mm); CV Airflow Imperial, con batalla de (128 pulgadas) (3300 mm); y el CX Airflow Custom Imperial, con batalla de (137,5 pulgadas) (3490 mm). En la cima de la gama estaba el modelo CW Airflow Custom Imperial con una carrocería construida por LeBaron sobre una base de 146,5 pulgadas (3720 mm) de batalla. El CW fue el primer automóvil de producción con un parabrisas curvado.
En los seis primeros meses tras su introducción en el mercado, el vehículo fue un desastre de ventas. Añadiendo la burla a los prejuicios, General Motors montó una campaña publicitaria desacreditando al Airflow. La mayoría de los historiadores de la automoción, aun así, está de acuerdo en que el Airflow fue rechazado en gran parte porque a los compradores no les gustó su apariencia. El capó, la rejilla en cascada, los faros, y las defensas estaban fusionados en una forma continua que se interpretó como un "bulto sin personalidad". Demasiado moderno para su época, el público fue excesivamente lento en asimilar el diseño del Airflow. En plena Gran Depresión, el automóvil era demasiado avanzado, demasiado diferente para muchos consumidores. A pesar de que el Airflow se vendió en números respetables en su primer año (10.839 unidades), los sedanes y cupés tradicionales de Chrysler superaron al nuevo modelo en una proporción de 2.5 a 1.
DeSoto salió peor librada aun que Chrysler en 1934. Sin ningún otro modelo de coche tradicional en el mercado, sus cifras de ventas se desplomaron drásticamente. Y mientras que el diseño del Airflow de Chrysler se beneficiaba al menos de una mayor longitud, el DeSoto aparentaba ser todavía más chato y achaparrado.
También ciertos rumores afirmaban que el nuevo diseño de la carrocería era inseguro, cuestión radicalmente incierta. Para desmentirlo, se rodó una película publicitaria proyectada en los cines, en la que se lanzaba un Airflow vacío desde un cortado de Pensilvania, a 34 m de altura. Tras rebotar contra el talud de la pared y dar dos vueltas de campana, una vez puesto en pie, el coche pudo salir de allí circulando, completamente golpeado, pero reconocible.

### 1935
Espoleada por la falta de interés de los consumidores en el coche, Chrysler realizó una serie de modificaciones en la carrocería, acercando el diseño del frontal del automóvil a los gustos del público. El cambio más importante introducido en 1935 fue la adopción de un radiador con un perfil ligeramente anguloso que reemplazó el perfil "en cascada" de 1934.
Los modelos de Airflow ofertados en 1935 eran los mismos que en 1934, con la excepción del Airflow Eight sedán de dos puertas, que dejó de venderse. La producción cayó por debajo de las 8000 unidades en 1935, con aproximadamente cuatro Chrysler Airstream producidos por cada Airflow.

### 1936
En 1936, el Airflow también renunció a su parte posterior lisa, recibiendo un añadido trasero a la carrocería. Así mismo, la rejilla frontal se hizo más pronunciada. Solo uno de los Airflow, el sedán de cuatro puertas Imperial (C-10) superó las 1000 unidades producidas, alcanzando las 4259. La producción total de los Airflow se hundió hasta las 6275 unidades, cuando la gama Airstream vendió más de 52.000 coches aquel año, el último en el que el tope de la gama Chrysler, el modelo Imperial, estaría asociado a la gama Airflow. Ese mismo año de 1936 se introducirían unos neumáticos de seguridad, con dos cámaras en el interior de la cubierta.

### 1937

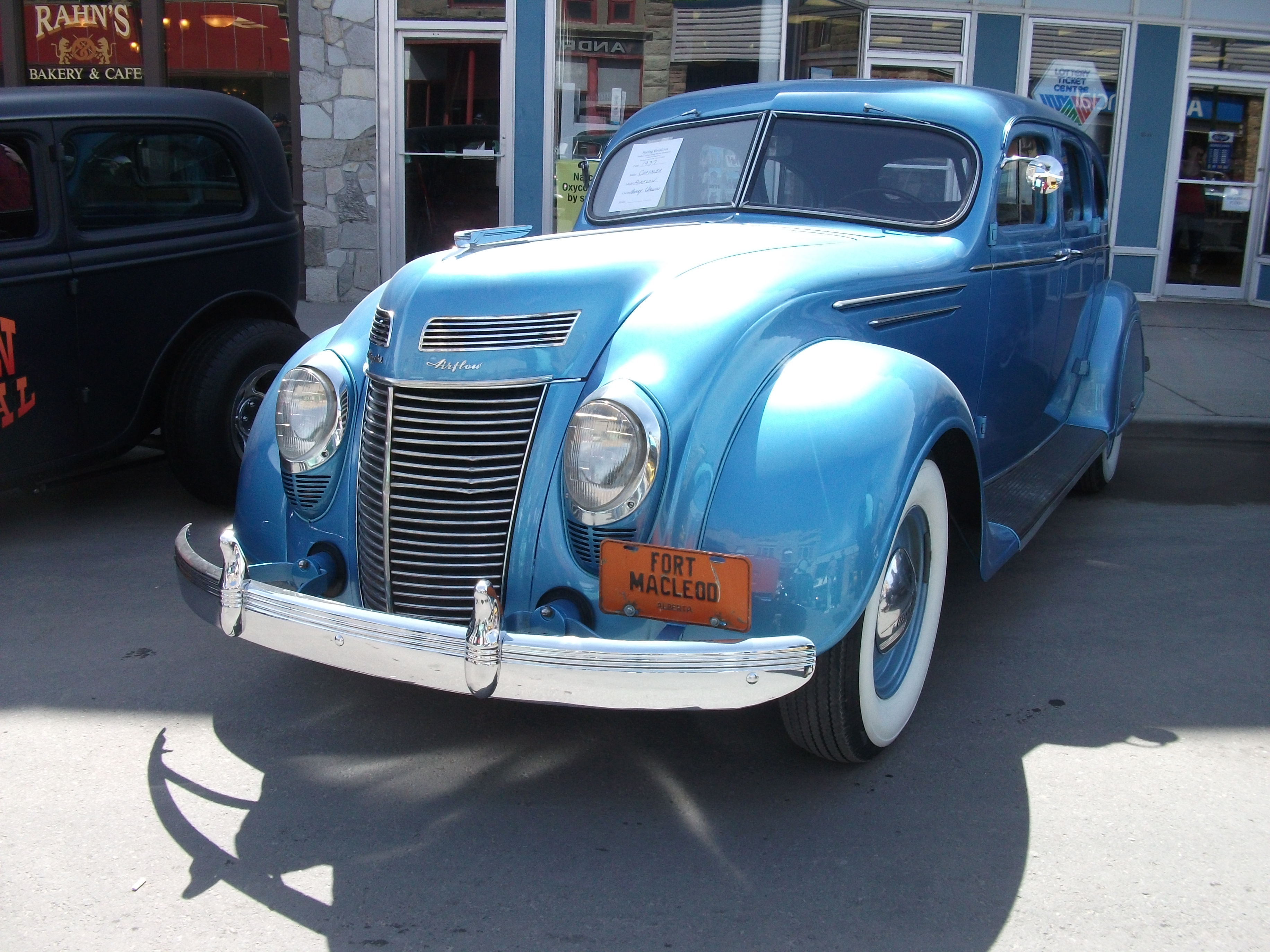
1937 Chrysler Airflow; con la rejilla delantera rediseñada en cuña

En su año final, la gama del Airflow quedó reducida a un único modelo, el Airflow Eight, ofrecido como cupé de dos puertas y como sedán de cuatro puertas. Se produjo un total de 4600 unidades antes de que el programa fuese cancelado. Salpicaderos planos con controles rebajados, tiradores de puertas de perfiles suaves, y materiales acolchados en la parte de atrás de los asientos delanteros fueron sus nuevas características de seguridad .
Fue en este año cuando una limusina Airflow Imperial modelo CW* carrozada por encargo, se convirtió en el coche oficial del presidente de Filipinas Manuel L. Quezon. Este vehículo histórico se restauró en 1978 para ser exhibido en Ciudad Quezon, Filipinas. Se sometió a otra restauración importante en 2009, coincidiendo con el 131 aniversario del nacimiento de Manuel L. Quezon. La restauración fue realizada por Alfred Nobel Perez, del Vintage Car Club de las Filipinas. Desde entonces se muestra permanentemente en la ciudad de Baler, Aurora, Filipinas. Otra limusina Airflow modelo Imperial CW*  fabricada por encargo en 1937, fue propiedad del popular presentador radiofónico Major Edward Bowes. Chrysler era uno de los patrocinadores del programa de Bowes. Estos dos Airflow Imperial de encargo se construyeron a partir de ejemplares sobrantes de 1935, y fueron las únicas dos unidades manufacturadas en 1937. Estos coches tienen una batalla de 3,55 m (140 pulgadas).

## Efectos posteriores

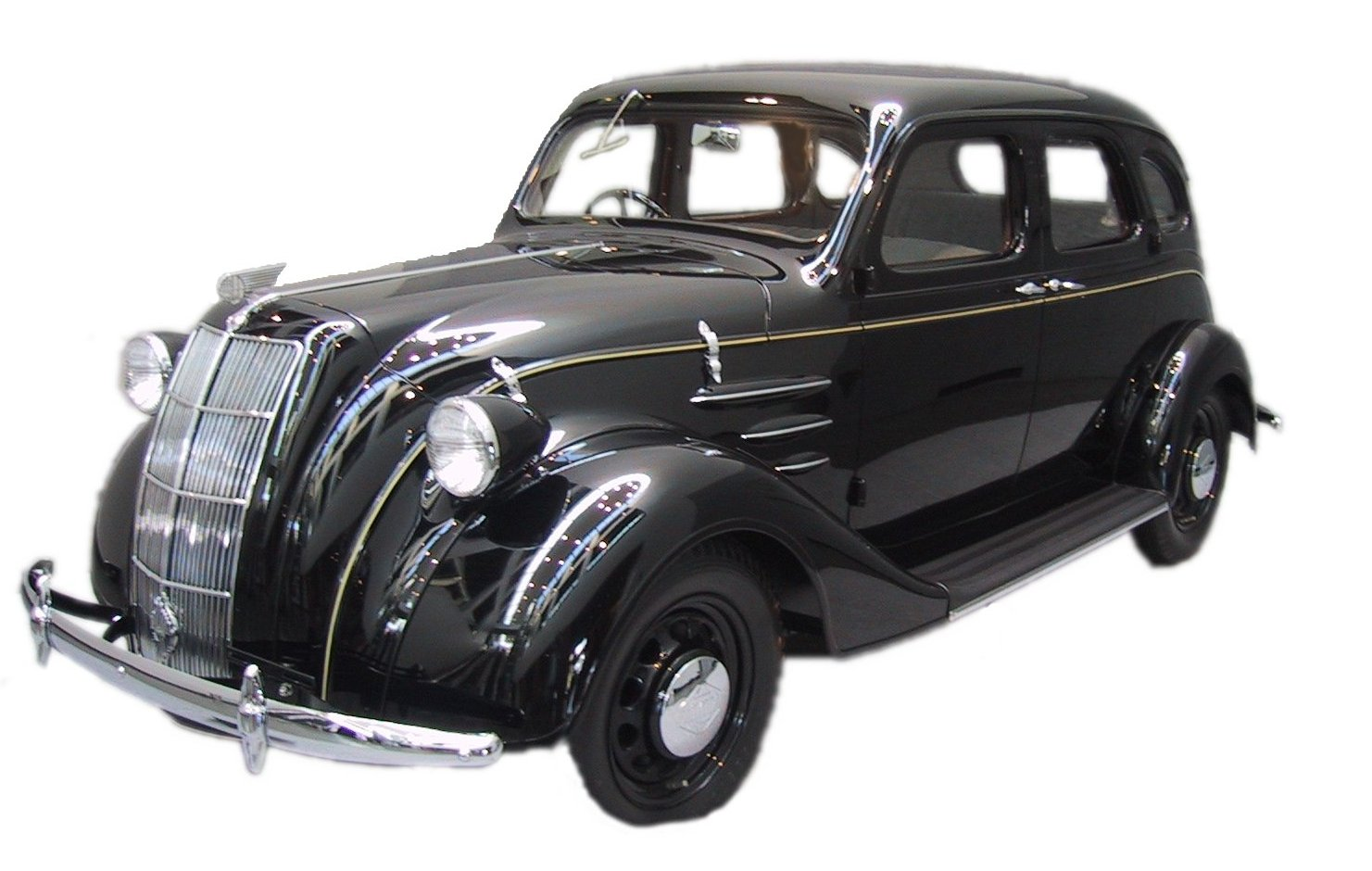
Toyota AA, 1936. Influido por el Chrysler Airflow a través del DeSoto Airflow.

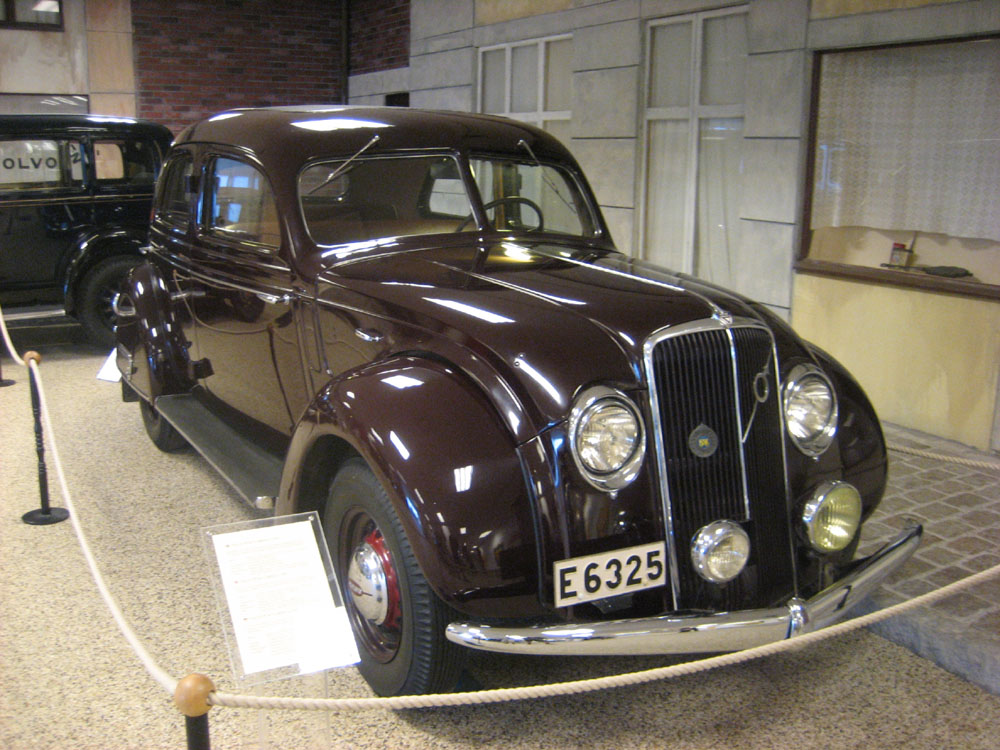
Volvo PV 36 Carioca

El Airflow puede considerarse un intento señalado de Chrysler por diferenciarse de otros fabricantes, pero el fracaso del coche en el mercado provocó que la compañía tomase un camino más conservador con sus futuros modelos. Hasta el lanzamiento de los coches con la línea de diseño denominada "Forward Look", ideada por Virgil Exner en 1955, el estilo de los coches de Chrysler fue muy conservador, permaneciendo durante casi 20 años a remolque de los gustos dominantes del mercado.
Podría pensarse que Ferdinand Porsche se inspirase en el Airflow para diseñar el Volkswagen Escarabajo, dada la similitud conceptual entre ambos vehículos. Sin embargo, las líneas generales del KDF-Wagen ya estaban fijadas en fecha tan temprana como 1932, y los modelos checos Tatra T97 y Tatra 77 son referentes mucho más probables.

### Coches de modelismo
A pesar de que el Airflow no ha gozado de una imagen tan atractiva para los fabricantes de coches de modelismo o de juguete como los vehículos de Cord o de Duesenberg,  todavía pueden encontrarse reproducciones de juguete. Así, un Airflow de juguete anterior a la Segunda Guerra Mundial fue vendido en eBay en 2006 por 5000 dólares, un precio parecido al que habría costado un coche nuevo auténtico en los años 1930.[cita requerida]

### Arte
El Airflow fue la fuente de inspiración para la obra escultórica de Claes Oldenburg titulada Profile Airflow, que incluye una litografía del perfil del automóvil bajo un relieve de resina de color azul aguamarina.
Esta obra es especialmente significativa porque revolucionó la idea de la impresión, expandiéndola a la producción de series de esculturas.